# Коммонвелт (Вісконсин)
Коммонвелт (англ. Commonwealth) — місто (англ. town) в США, в окрузі Флоренс штату Вісконсин. Населення — 390 осіб (2020).

## Демографія
Згідно з переписом 2010 року, у місті мешкало 399 осіб у 173 домогосподарствах у складі 117 родин. Було 378 помешкань
Расовий склад населення:
| - 97,7 % — білих - 0,5 % — корінних американців - 0,3 % — азіатів |

До двох чи більше рас належало 1,3 %. Частка іспаномовних становила 1,3 % від усіх жителів.
За віковим діапазоном населення розподілялося таким чином: 20,1 % — особи молодші 18 років, 58,6 % — особи у віці 18—64 років, 21,3 % — особи у віці 65 років та старші. Медіана віку мешканця становила 47,6 року. На 100 осіб жіночої статі у місті припадало 107,8 чоловіків;  на 100 жінок у віці від 18 років та старших — 114,1 чоловіків також старших 18 років.
Середній дохід на одне домашнє господарство  становив 62 821 долар США (медіана — 53 409), а середній дохід на одну сім'ю — 84 292 долари (медіана — 76 750). Медіана доходів становила 51 607 доларів для чоловіків та 52 292 долари для жінок. За межею бідності перебувало 4,7 % осіб, у тому числі 6,7 % дітей у віці до 18 років та 3,4 % осіб у віці 65 років та старших.
Цивільне працевлаштоване населення становило 200 осіб. Основні галузі зайнятості: виробництво — 28,0 %, освіта, охорона здоров'я та соціальна допомога — 23,0 %, мистецтво, розваги та відпочинок — 13,0 %, роздрібна торгівля — 9,0 %.